# U 1303
U 1303 war ein deutsches Unterseeboot des Typs VII C/41 im Zweiten Weltkrieg.

## Geschichte
Der Bauauftrag für U 1303 und die Schwesterboote U 1301, U 1302 und U 1304 wurde am 2. April 1942 an die Flensburger Schiffbau-Gesellschaft vergeben. U 1303 wurde am 8. April 1943 auf Kiel gelegt und lief am 10. Februar 1944 vom Stapel. Die Indienststellung unter dem Kommando vom Oberleutnant zur See der Reserve Heinz Baum fand am 5. April 1944 statt. Im April 1945 tauschten Oberleutnant Baum und Oberleutnant Herglotz ihre Boote; Baum erhielt U 290 und Herglotz übernahm U 1303. Das Turm-Maling des Boots zeigte einen Hund mit einem Knochen in seinem Maul, darüber den Namen „Jim“.

## Verbleib
Das Boot befand sich noch bis zum 5. Mai 1945 in der Ausbildungsphase und wurde an diesem Tage in der Kupfermühlen-Bucht bei Wassersleben durch das Öffnen der Flutventile von der eigenen Besatzung versenkt, um es dem Zugriff der Alliierten zu entziehen. Das Wrack wurde 1948 gehoben und bis 1953 verschrottet.